# Blofield Heath
Blofield Heath är en by i Norfolk i England. Byn är belägen 10,3 km 
från Norwich. Orten har 1 428 invånare (2016).